# 達里烏斯
達里烏斯（Dharius，前稱：MC達里烏斯，本名：艾倫·亞歷杭德羅·馬爾多納多·塔梅茲，1984年9月24日—），墨西哥饒舌歌手，曾經是嘻哈組合Cartel de Santa的成員。